# Gyula Peidl

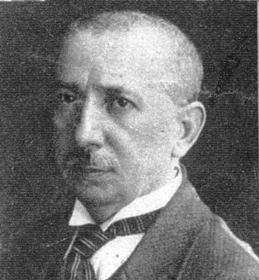
Gyula Peidl

Gyula Peidl (Ravazd, 4 april 1873 - Boedapest, 22 januari 1943) was een Hongaarse vakbondsleider en socialistisch politicus, die in 1919 kortstondig premier en president van de Hongaarse Radenrepubliek was.
Tijdens zijn zesdaagse ambtstermijn probeerde hij de schade die de voorafgaande communistische regering had aangericht ongedaan te maken. Toen Roemeense troepen tijdens de Hongaars-Roemeense Oorlog optrokken naar Boedapest, verklaarde hij enkele impopulaire beslissingen van de communistische regering voor nietig. Bovendien gaf hij privaat eigendom dat genationaliseerd was aan de oorspronkelijke bezitters terug en hief hij het Revolutietribunaal en de Rode Garde op.
Op 6 augustus 1919 werd zijn regering bij een gewapende staatsgreep door rechtse krachten afgezet, waarna de Hongaarse Republiek werd opgericht. Peidl vluchtte naar Oostenrijk. In 1921 keerde hij uit ballingschap terug en zette in Hongarije zijn vakbonds- en politieke activiteiten voort. Van 1922 tot 1931 was hij nog fractieleider van de Sociaaldemocratische Partij in het Hongaarse parlement. Hij stierf in 1943 in Hongarije.